# خسروقلعه
خسروقلعه نام بازمانده‌های ارگی است در جنوب ترکمنستان در نزدیکی مرز ایران که به گفته پژوهشگران از سکونتگاه‌های شاهنشاهان ساسانی در منطقه بوده‌است. خسروقلعه در غرب روستای کاوشوت در یک منزلی خط آهن و در ۲۵ کیلومتری غرب شهر  قهقهه واقع شده‌است.
این ارگ از سکوی بزرگی با طرحی نامنظم تشکیل شده‌است. در پایین آن به سمت غرب یک سکونتگاه محصور با دیوار دیده می‌شود. خسروقلعه ظاهراً در زمان هجوم اعراب به این منطقه متروکه شده‌است.